# Rajd Dunaju 1978
Rajd Dunaju 1978 (13. Danube Rally 1978) – 13. edycja rajdu samochodowego Rajd Dunaju rozgrywanego w Rumunii. Rozgrywany był od 28 do 30 lipca 1978 roku. Była to piąta runda Rajdowego Pucharu Pokoju i Przyjaźni w roku 1978 (do klasyfikacji RPPiP zaliczane było tylko 2/3 długości całego rajdu) oraz trzydziesta czwarta (współczynnik 2) runda ERC w roku 1978.

## Klasyfikacje rajdu
| Miejsce                      | Kierowca                     | Pilot                        | Samochód                     | Czas                         | Strata                       |                              |
| Klasyfikacja generalna i ERC | Klasyfikacja generalna i ERC | Klasyfikacja generalna i ERC | Klasyfikacja generalna i ERC | Klasyfikacja generalna i ERC | Klasyfikacja generalna i ERC | Klasyfikacja generalna i ERC |
| ---------------------------- | ---------------------------- | ---------------------------- | ---------------------------- | ---------------------------- | ---------------------------- | ---------------------------- |
| 1.                           | Franz Wittmann sen.          | Helmut Deimel                | Opel Kadett GT/E             | 4:14:16                      | 0.0                          |                              |
| 2.                           | Vlastimil Havel              | Miroslav Wohanka             | Škoda 130 RS                 | 4:19:34                      | +5:18                        |                              |
| 3.                           | Stojan Kolew                 | Tsvetan Stoyanov             | Porsche 911 SC               | 4:21:29                      | +7:13                        |                              |
| 4.                           | Svatopluk Kvaizar            | Jiří Kotek                   | Škoda 130 RS                 | 4:22:13                      | +7:57                        |                              |
| 5.                           | Ilia Chubrikov               | Vladimir Iliev               | Renault 5 Alpine             | 4:22:58                      | +8:42                        |                              |
| 6.                           | Jiří Šedivý                  | Jiří Janeček                 | Škoda 130 RS                 | 4:30:20                      | +16:04                       |                              |
| 7.                           | Ivan Nikolov                 | Boyan Popov                  | Renault 5 Alpine             | 4:35:20                      | +21:04                       |                              |
| 8.                           | Bogdan Wozowicz              | Witold Wozowicz              | Lada VAZ 21011               | 4:35:54                      | +21:38                       |                              |
| 9.                           | Georgi Petrov                | Ivan Tonev                   | Škoda 130 RS                 | 4:51:57                      | +37:41                       |                              |
| 10.                          | Jan Trajbold st.             | Eva Trajboldová-Váchová      | Škoda 130 RS                 | 4:53:07                      | +38:51                       |                              |
| Klasyfikacja CoPaF           |                              |                              |                              |                              |                              |                              |
| 1.                           | Václav Blahna                | Lubislav Hlávka              | Škoda 130 RS                 | 3:08:01                      | 0,0                          |                              |
| 2.                           | Vlastimil Havel              | Miroslav Wohanka             | Škoda 130 RS                 | 3:09:15                      | +1:14                        |                              |
| 3.                           | Svatopluk Kvaizar            | Jiří Kotek                   | Škoda 130 RS                 | 3:11:55                      | +3:54                        |                              |
| 4.                           | Jiří Šedivý                  | Jiří Janeček                 | Škoda 130 RS                 |                              |                              |                              |

| Miejsce                      | Drużyna                      |
| Klasyfikacja drużynowa RPPiP | Klasyfikacja drużynowa RPPiP |
| ---------------------------- | ---------------------------- |
| 1.                           | Czechosłowacja               |
| 2.                           | Bułgaria                     |
| 3.                           | Polska                       |